# Хабаровський трамвай
Хабаровський трамвай — діюча трамвайна мережа у місті Хабаровськ, Росія.

## Історія
У жовтні 1938 року було затверджено будівництво 9,4 км лінії хабаровського трамваю. Будівництво депо було розпочато в 1953 році, трамвайна мережа була офіційно відкрита в 1956 році, довжина лінії — 19 км. У 1957 році була введена в експлуатацію друга лінія на маршруті Хімфармзавод — Залізничний вокзал. Рік потому, була введена в експлуатацію трамвайна лінія №5 за маршрутом Залізничний вокзал — 38 школа. Інша лінія була введена в експлуатацію в 1967 році, по маршруту Залізничний вокзал — вул. Дазо. 17 липня 1973 було введено лінію № 6, трамвайне депо № 2.

## Рухомий склад на початок 2010-х
| Тип      | Штук |
| -------- | ---- |
| РВЗ-6    | 21   |
| KTM-5    | 18   |
| KTM-5A   | 5    |
| KTM-8K   | 14   |
| KTM-8KM  | 1    |
| LM-93    | 2    |
| LM-99K   | 1    |
| LM-99AVN | 10   |
| KTM-23   | 7    |

Також експлуатується 11 службових вагонів.

## Маршрути на початок 2020-х років
- №1 Хімфармзавод —  Залізничний вокзал
- №2 Залізничний вокзал —  Рубероїдний завод
- №5 сел. Кирова —  Залізничний вокзал